# Раві Шанкар (дипломат)
Раві Шанкар (англ. Ravi Shankar) — індійський дипломат. Надзвичайний і Повноважний Посол Індії в Україні (з 2024)

## Життєпис
Раві Шанкар має ступінь бакалавра технічних наук і магістра ділового адміністрування.
Він приєднався до дипломатичної служби Індії у вересні 1995 року. Протягом своєї дипломатичної кар'єри він працював на різних посадах у Міністерстві закордонних справ у Нью-Делі та за кордоном. Він також служив на різних посадах в індійських місіях у Парижі (1997—2000), Тунісі (2000—2004), Ханої (2009—2012) і Римі (2013—2016). Був керівником апарату державного міністра закордонних справ (2006—2009). Обіймав посаду Верховного комісара Індії в Уганді (2017—2020) та за сумісництвом посла в Республіці Бурунді (2017—2020). У МЗС Індії очолював Відділ багатосторонніх економічних відносин (2020); був співсекретарем у Секретаріаті міністра (2020—2022), а потім додатковим секретарем, відповідальним за країни Південно-Східної Азії (2022—2024).
З 30 травня 2024 року — Надзвичайний і Повноважний Посол Індії в Києві (Україна)
07 серпня 2024 року — вручив копії вірчих грамот заступнику Міністра закордонних справ України Андрію Сибізі.
16 серпня 2024 року — вручив вірчі грамоти Президенту України Володимиру Зеленському.

## Сім'я
- Дружина — Аканкша Шанкар
- Має доньку та сина.